# Тонон-ле-Бен
Тонон-ле-Бен (фр. Thonon-les-Bains) — самый крупный французский город (курорт) на берегу Женевского озера. Стоит на южном берегу озера, в 35 км к востоку от Женевы, напротив швейцарского селения Морж (предместья Лозанны). В прошлом — главный город области Шабле, которая на протяжении большей части своей истории принадлежала Савойской династии.

## Общие сведения
Тонон расположен неподалёку от впадения в озеро Леман реки Дранс, устье которой охраняется Французским государством как национальный заповедник. За Тононом высятся массив Шабле и гора Монблан.
В административном отношении — коммуна департамента Верхней Савойи во французском регионе Рона-Альпы. Является супрефектурой департамента.

## История

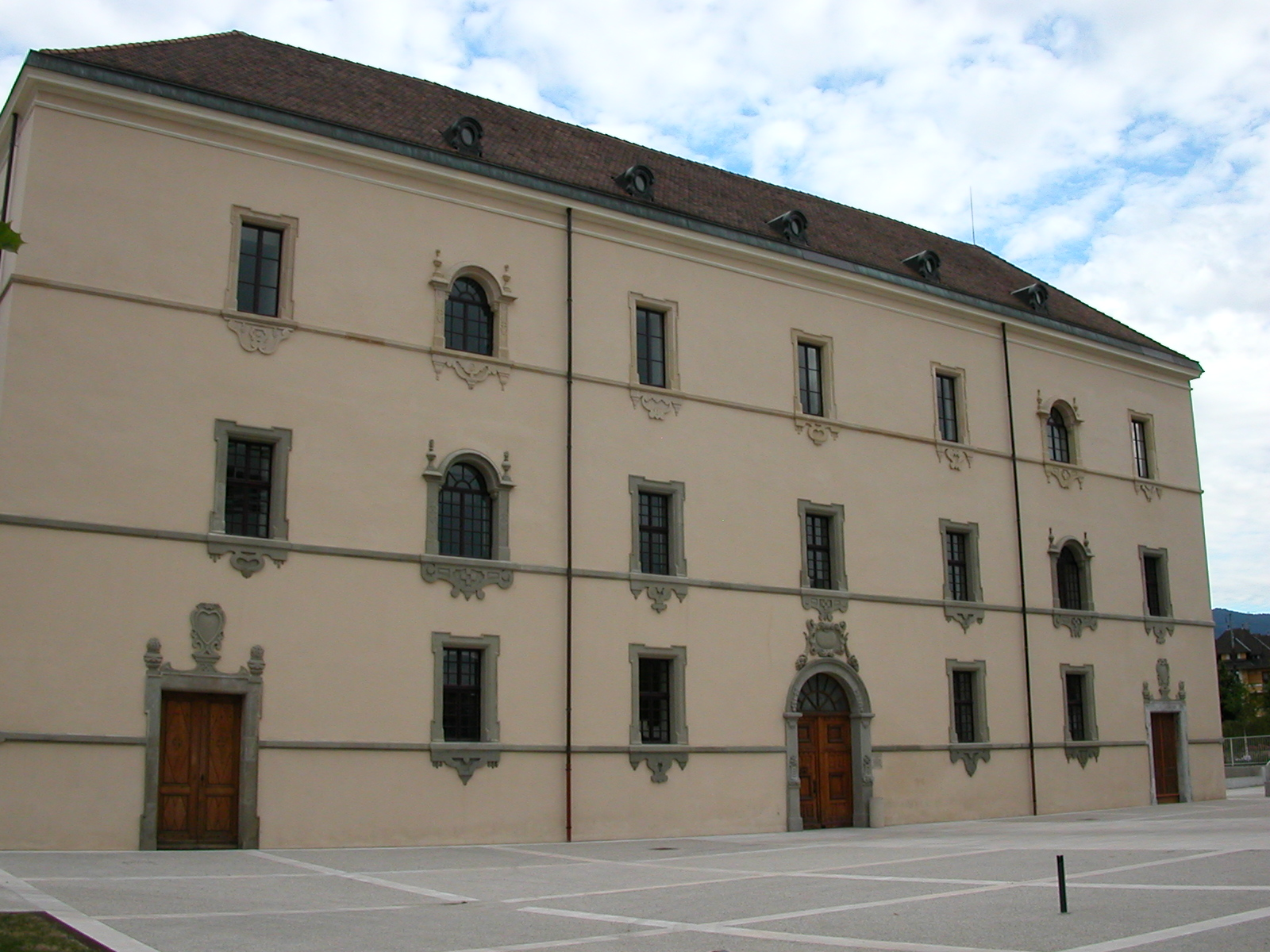
Бывшая лечебница XVII века постройки

Исторически жители Тонона говорили на франкопровансальском языке. Название предположительно образовано от имени кельтского бога Тевтата; в античности здесь могла быть его кумирня. При Петре II Савойском в конце XIII века город был обнесён стенами (не сохранившимися). До 1343 г. владение окрестными землями у савойцев оспаривали вьенские дофины.
Помимо большой резиденции савойских правителей, ныне не существующей, на берегу озера в XIV веке был выстроен для охотничьих забав небольшой замок Рипайль. В XV веке его перестроил первый герцог Савойский, пожелавший удалиться сюда после отречения от престола со своими боевыми товарищами. Именно здесь они основали орден Святого Маврикия.
Тонон оставался излюбленным местопребыванием савойского двора до конца XV века. В 1536 г. бернцы отвоевали Ваадт у савойцев, однако Тонон был ими возвращён по Лозаннскому договору 1564 года. В конце XIX века, как и вся Савойя, область Шаблэ была присоединена к Франции.

## Достопримечательности
Тонон стоит на высоте 431 метра над уровнем моря. Фуникулёр с 1888 года соединяет его с прибрежной рыбацкой деревушкой, над которой вздымается средневековая башня Ланг. О временах савойских герцогов напоминает замок Рипайль, где жил и умер последний антипапа, и особняк XVII века, выстроенный на месте домика его жены. В особняке помещается музей истории Шабле. Церковь св. Ипполита датируется XIV веком.

## Города-побратимы
Тонон-ле-Бен породнён с:
- Эбербах, Германия
- Мерсер-Айлэнд, Вашингтон, США